# Leisure Suit Larry 5: Passionate Patti Does a Little Undercover Work
Leisure Suit Larry 5: Passionate Patti Does a Little Undercover Work är ett peka-och-klicka-äventyr av Sierra On-Line från 1991. Spelet är den fjärde delen i en serie kallad Leisure Suit Larry.

## Handling
Larry arbetar på kabel-TV-bolaget PornProdCorp och skickas tvärs över USA för att träffa och smygfilma tre sexiga tjejer för att bolaget sedan ska avgöra vem av tjejerna som ska bli värdinna för ett TV-program. Under tiden rekryteras Patti av FBI för att hitta bevis mot två musikbolag.

## Platser i spelet
- Hard Disk Cafe. I spelet är platsen belägen i staden New York och Larry skall träffa Michelle på denna plats.